# دتلف میکولایچاک
دتلف میکولایچاک (انگلیسی: Detlef Mikolajczak؛ زادهٔ ۱۵ آوریل ۱۹۶۴) بازیکن فوتبال اهل آلمان است.
از باشگاه‌هایی که در آن بازی کرده‌است می‌توان به باشگاه فوتبال بوخوم اشاره کرد.